# Briante Weber
Briante Weber, né le 29 décembre 1992 à Chesapeake en Virginie, est un joueur américain de basket-ball.

## Biographie

### Skyforce de Sioux Falls (2015-2016)
Weber n'est pas sélectionné lors de la draft 2015 de la NBA probablement parce qu'il doit encore se remettre de sa déchirure. Il rejoint ensuite le camp d'entraînement du Heat de Miami mais il ne parvient pas à passer les tests physiques en raison de sa blessure au genou. Il est finalement signé par le Heat le 19 octobre 2015 mais il est libéré cinq jours plus tard.
Le 2 novembre, Weber est sélectionné par le Skyforce de Sioux Falls en D-League comme joueur affilié au Heat. Il manque le premier mois de la saison 2015-2016 en raison de sa blessure au genou et fait ses débuts avec le Skyforce durant le D-League Showcase du 7 janvier 2016. Il renforce lentement sa confiance et gagne de plus en plus de temps de jeu en janvier, terminant avec au moins dix points durant cinq matches consécutifs entre le 22 janvier et le 3 février 2016. Le 23 février, il réalise un triple-double avec 11 points, 11 rebonds et 10 passes décisives lors de la victoire contre les Mad Ants de Fort Wayne. Puis, il réalise deux double-double supplémentaire, et établit son record de points de la saison avec 26 unités le 27 février contre les Red Claws du Maine.

### Grizzlies de Memphis (2016)
Le 11 mars 2016, il signe un contrat de dix jours avec les Grizzlies de Memphis,. Il fait ses débuts avec les Grizzlies le soir même et termine la rencontre avec dix points, sept passes décisives et cinq rebonds en étant meneur titulaire lors de la victoire 121 à 114 après prolongation contre les Pelicans de La Nouvelle-Orléans. Le 16 mars, il marque 12 points et est titularisé pour la quatrième fois consécutive, lors de la défait des Grizzlies 114 à 108 contre les Timberwolves du Minnesota. Au terme de son contrat de dix jours, il n'est pas prolongé et retourne donc jouer au Skyforce de Sioux Falls le 21 mars.

### Heat de Miami (2016)
Le 10 avril 2016, Weber rejoint le Heat de Miami pour trois saisons non garanties. Ce jour-là, il fait ses débuts avec le Heat lors de la victoire 118 à 96 contre le Magic d'Orlando et termine avec deux points, un rebond et une passe décisive en trois minutes.
En juillet 2016, Weber participe à la NBA Summer League 2016 avec le Heat. Le 22 octobre 2016, il est libéré par le Heat après avoir disputé huit matches de pré-saison.

### Skyforce de Sioux Falls (2016-2017)
Le 1er novembre 2016, Weber est sélectionné par le Skyforce de Sioux Falls.

### Warriors de Golden State (2017)
Le 3 février 2017, il signe un contrat de dix jours avec les Warriors de Golden State pour compenser la blessure de Shaun Livingston.

### Olympiakos (2019)
En février 2019, Weber rejoint le club grec de l'Olympiakós avec lequel il signe un contrat jusqu'à la fin de la saison 2018-2019. L'Olympiakos se sépare de Weber en avril.

### Boulogne-Levallois (2019-2020)
En juillet 2019, il rejoint la France et les Metropolitans 92.

## Statistiques

### Universitaires
| Saison    | Équipe   | Matchs | Titul. | Min./m | % Tir | % 3pts | % LF | Rbds/m. | Pass/m. | Int/m. | Ctr/m. | Pts/m. |
| --------- | -------- | ------ | ------ | ------ | ----- | ------ | ---- | ------- | ------- | ------ | ------ | ------ |
| 2011-2012 | VCU      | 36     | 4      | 18,9   | 41,4  | 23,7   | 77,4 | 2,92    | 1,64    | 2,14   | 0,19   | 4,92   |
| 2012-2013 | VCU      | 36     | 7      | 20,8   | 42,1  | 22,5   | 78,5 | 2,83    | 2,72    | 2,72   | 0,25   | 5,39   |
| 2013-2014 | VCU      | 35     | 35     | 28,9   | 44,9  | 24,4   | 78,4 | 4,06    | 3,91    | 3,46   | 0,14   | 9,40   |
| 2014-2015 | VCU      | 20     | 19     | 26,5   | 40,1  | 41,4   | 74,1 | 3,65    | 4,25    | 3,90   | 0,20   | 8,10   |
| Carrière  | Carrière | 127    | 65     | 23,4   | 42,6  | 27,0   | 77,4 | 3,32    | 2,98    | 2,94   | 0,20   | 6,79   |

### Professionnelles

#### Saison régulière NBA
| Saison    | Équipe   | Matchs | Titul. | Min./m | % Tir | % 3pts | % LF | Rbds/m. | Pass/m. | Int/m. | Ctr/m. | Pts/m. |
| --------- | -------- | ------ | ------ | ------ | ----- | ------ | ---- | ------- | ------- | ------ | ------ | ------ |
| 2015–2016 | Memphis  | 6      | 4      | 27,7   | 34,2  | 0,0    | 75,0 | 4,00    | 3,33    | 1,50   | 0,50   | 4,83   |
| 2015–2016 | Miami    | 1      | 0      | 2,7    | 100,0 | 0,0    | 0,0  | 1,00    | 1,00    | 0,00   | 0,00   | 2,00   |
| Carrière  | Carrière | 7      | 4      | 24,1   | 35,9  | 0,0    | 75,0 | 3,57    | 3,00    | 1,29   | 0,43   | 4,43   |

Mise à jour le 3 février 2017

#### Playoffs NBA
| Saison | Équipe | Matchs | Titul. | Min./m | % Tir | % 3pts | % LF | Rbds/m. | Pass/m. | Int/m. | Ctr/m. | Pts/m. |
| ------ | ------ | ------ | ------ | ------ | ----- | ------ | ---- | ------- | ------- | ------ | ------ | ------ |
| 2016   | Miami  | 2      | 0      | 3,0    | 0,0   | 0,0    | 0,0  | 0,0     | 0,50    | 0,50   | 0,00   | 0,00   |

Mise à jour le 24 avril 2016

#### Saison régulière D-League
| Saison    | Équipe      | Matchs | Titul. | Min./m | % Tir | % 3pts | % LF | Rbds/m. | Pass/m. | Int/m. | Ctr/m. | Pts/m. |
| --------- | ----------- | ------ | ------ | ------ | ----- | ------ | ---- | ------- | ------- | ------ | ------ | ------ |
| 2015-2016 | Sioux Falls | 28     | 9      | 28,8   | 46,9  | 40,8   | 72,5 | 5,25    | 4,18    | 2,11   | 0,14   | 10,68  |
| 2016-2017 | Sioux Falls | 31     | 31     | 36,8   | 45,5  | 35,6   | 77,8 | 7,52    | 7,32    | 3,26   | 0,16   | 16,48  |
| Carrière  | Carrière    | 59     | 40     | 33,0   | 46,0  | 37,3   | 76,1 | 6,44    | 5,83    | 2,71   | 0,15   | 13,73  |

Mise à jour le 3 février 2017

## Palmarès
- 3× Atlantic 10 Defensive Player of the Year (2013–2015)
- 3× Atlantic 10 All-Defensive Team (2013–2015)
- CAA All-Defensive Team (2012)
- NCAA season steals leader (2014)